# 海外たばこ技術協力協会
海外たばこ技術協力協会（かいがいたばこぎじゅつきょうりょくきょうかい）は、かつて東京都墨田区にあった財務省管轄の財団法人である。2005年に解散した。主な事業は日本国外の葉たばこ生産や業界の調査および関連する報告書の発行・コンサルタント事業などであった。

## 沿革
- 1981年 設立
- 2005年 解散

## 所在地
- 〒130-0003 東京都墨田区横川1-17-7